# الإعاقة في بوروندي
الإعاقة في بوروندي تشير إلى أوضاع الأشخاص ذوي الإعاقة في بوروندي، والذين يُقدّر عددهم بحوالي 350,000 شخص. وتواجه هذه الفئة العديد من التحديات، خصوصًا في ظل السياق ما بعد النزاع الذي تمر به البلاد.

## التاريخ
وقّعت بوروندي على اتفاقية حقوق الأشخاص ذوي الإعاقة في 26 أبريل 2007، وصدّقت عليها في 22 مايو 2014، لتدخل حيز التنفيذ في 21 يونيو من العام نفسه. ويُمثّل هذا التوقيع التزامًا من الدولة بضمان حقوق الأشخاص ذوي الإعاقة في مجالات التعليم، والصحة، والعمل، والمشاركة المجتمعية.
ورغم هذه الخطوة الإيجابية، لا تزال البلاد تواجه صعوبات في تطبيق بنود الاتفاقية بشكل فعّال، خصوصًا في المناطق الريفية، وذلك بسبب ضعف البنية التحتية وقلة الموارد.

## التعليم والإقصاء الاجتماعي
أشارت دراسات نُشرت في عام 2010 إلى أن الأشخاص ذوي الإعاقة في بوروندي يعانون من مستويات عالية من الإقصاء الاجتماعي، خاصة في المجال التعليمي. فقد أثّر النزاع المسلح الذي شهدته البلاد على الوصول المتكافئ إلى التعليم، ما جعل ذوي الإعاقة أكثر عرضة للتهميش.

## الجهود الحكومية والمجتمعية
تسعى الحكومة إلى تطوير سياسات تُعزّز من إدماج الأشخاص ذوي الإعاقة في المجتمع، بالتعاون مع منظمات المجتمع المدني والشركاء الدوليين. وتشمل الجهود برامج التوعية، وتوفير أدوات مساعدة، وإنشاء مراكز إعادة تأهيل.
إضافة إلى ذلك، تم إطلاق مبادرات لتدريب المعلّمين على كيفية التعامل مع الأطفال ذوي الإعاقة، وتكييف المناهج لتتناسب مع احتياجاتهم، إلا أن التحديات المرتبطة بالتمويل والتنفيذ ما زالت قائمة.